# ゲンセンカン主人
ゲンセンカン主人（ゲンセンカンしゅじん）は、つげ義春が1968年、『ガロ』に発表した短編漫画。『ねじ式』とほぼ同時期に発表された、つげの代表作の一つ。1968年2月に高野慎三に教えられ、訪問した湯宿温泉「大滝屋」に宿泊したことがきっかけとなり、着想された。1993年には石井輝男監督により、『つげ義春ワールド ゲンセンカン主人』のタイトルで映画化される。

## 解説

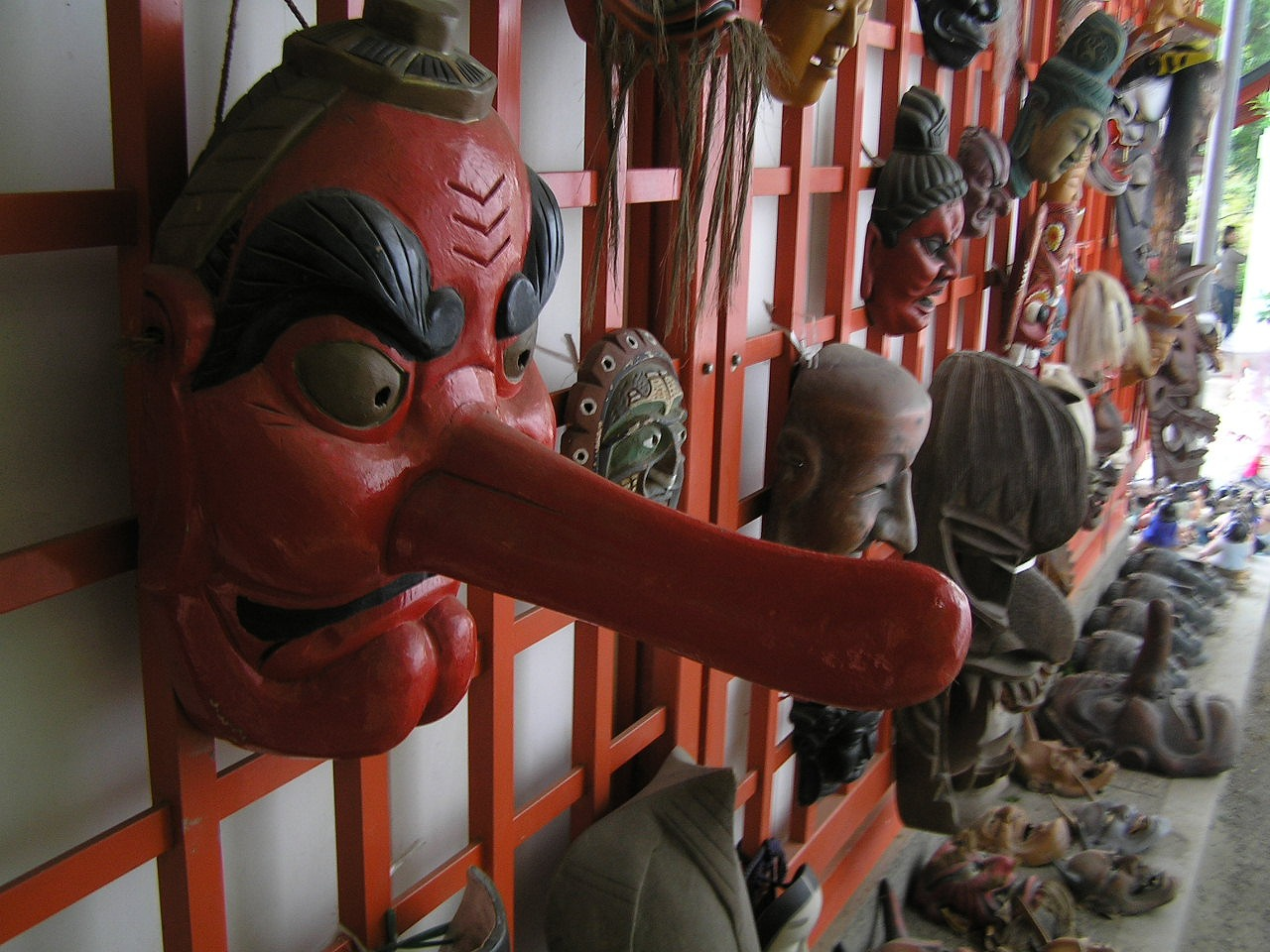
天狗の面

夢の世界を描いた『ねじ式』に対して、本作は前世や因果、輪廻など仏教的なモチーフを前面に押し出した幻想的な作品で、全体にほの暗い色調に貫かれている。また、極めて日本的な物語を描きながら、つげがかつて愛読したエドガー・アラン・ポーの影響をもうかがわせる不思議な味わいを持っている。本作の主人公は、つげ義春の自画像に近いリアルな劇画風キャラクターとして描かれるが、主人公のキャラクターはコマによって左右非対称になったり、表情が変わったりと目まぐるしい変化を見せる。しかし、その変化はかえってこの作品のテーマである自己否定の不安感を際立たせる結果となった。この人物像は以後、『やなぎ屋主人』や『退屈な部屋』など作者をモデルにしたと思われるキャラクターへと受け継がれていくこととなる。
1967年は、つげが水木プロの仕事を手伝っていた頃にあたり、仕事量が増え腱鞘炎を患う。同年秋に単独で東北を大旅行、旅と湯治場に強く惹かれる。1968年（昭和43年）2月には群馬県の湯宿温泉を訪れ、本作品のもとになる体験をし、同年7月に発表。1969年、『アサヒグラフ』の取材で大崎紀夫、北井一夫と再び湯宿温泉、法師温泉などを訪問するほど湯宿温泉を気にいっていた。湯宿温泉の存在をつげ義春に教えたのは、高野慎三で、1968年正月に高野は湯沢温泉、川古温泉に宿泊した帰路、偶然、湯宿温泉を見たが、突然目に飛び込んできた侘し気な情景が頭から離れずに数週間後、改めて湯宿を訪問し「常盤屋」に宿泊。旅籠家風の質素な建物や大小の共同浴場、大衆食堂が立ち並ぶ時代から隔絶されたような温泉街を歩回り、ここ湯宿こそが「つげ義春の世界」そのままだと感じた。帰宅後すぐにつげに話したところ、つげは越後の十日町や信州の麻績（おみ）などとともに湯宿温泉を訪問し、ひどく貧しげは雰囲気に心惹かれ「大滝屋」に宿泊。「陰々滅滅とした気持ちに陥り、絶望感が押し寄せてきた」りするのだが、その後すぐに湯宿を舞台とした筋を着想した。それは「ゲンセンカン主人」に先立つ構想で『ねじ式』とほぼ同時期にあたる。湯宿体験から発想された初めのイメージはついに手が付けられなかったが、「ゲンセンカン主人」のカットの中に最初のイメージの断片が認められたと高野慎三は語っている。その後、高野は「大滝屋」に宿泊し、ごくありふれた日常空間からイマジネーションを極度に飛躍させ、いくつものドラマを紡ぎ出すつげの作家性に驚嘆した。
その後の時代の変化に対応する形で、作品の表現は初出時と微妙に変化した。特にヒロインの女将さんの障害を指摘する台詞部分（おし、つんぼ）は差別にあたると判断、小学館などその後、出版された作品集では全面的に書き改められた（「耳と口が不自由らしいですね」への置き換え）。
『ねじ式』同様、この作品も後年多くの表現者によって引用、パロディ化が試みられた。また、コマいっぱいに台詞を描く手法は、江口寿史や鴨川つばめなどのギャグ漫画家にしばしば引用されている。本作の場合、絵の特異さも勿論だが、台詞の異常さが際立っている。その原因の一つとして、女主人公であるゲンセンカンのおかみさんが、聾唖者であるという特殊な設定により、その発する言葉が『ギョホギョホ』『グフグフ』などおよそ会話として成立しない事情が上げられる。そうしたこの作品の持つ特殊性が後の作家たちに絶大な影響を与えた。

## あらすじ
主人公は温泉地を訪れ、駄菓子屋に立ち寄る。駄菓子屋の店主は、この温泉地にあるゲンセンカンという旅館の主人である男が、本作の主人公に瓜二つであると述べ、その男がゲンセンカンの主人になったいきさつを主人公に語って聞かせる。それは次のような話である。
男は、主人公と同じように駄菓子屋を訪ね、ゲンセンカンに宿泊した。その夜、男がゲンセンカンの浴場に入ると、そこには独身であるゲンセンカンの女将が先に入浴しており、男は女将に対して、暴力的に性交渉を誘う。男の意を察した女将は部屋に男を招き入れる。その後、男はゲンセンカンの主人となった。
この話を聞いた主人公は、自身もゲンセンカンに泊まろうと告げるが、駄菓子屋の店主や周囲の老婆たちは非常に驚いて狼狽した。必死に止めようとする店主らにも構わず主人公がゲンセンカンに向かうと、宿の前には主人公が来ることの知らせを受けた主人の男と女将が立っていた。折しも吹き荒れる風の中、緊迫した表情で睨みつける主人と、面を被ったままで表情も見せない主人公。瓜二つとされる二人の対峙が重大なことを引き起こすことを予感させながらも、それが何かは描かれないまま物語は幕を閉じる。

## 舞台

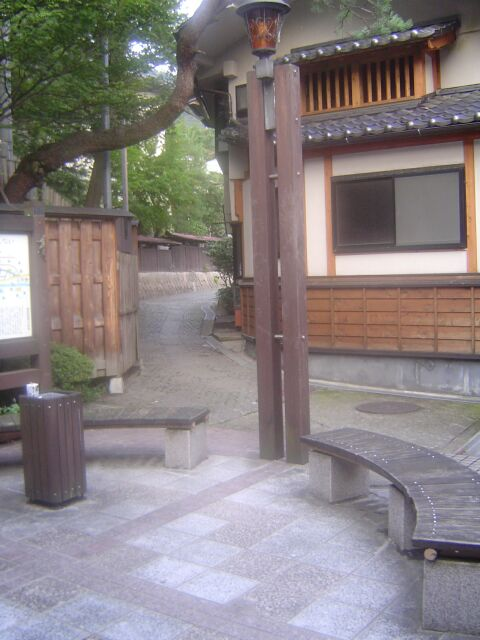
現在の湯宿温泉

老婆が駄菓子をしゃぶりおはじきをして遊ぶ、老婆しかいない町は、前年につげ義春が旅をした群馬県の湯宿温泉がモデルになっている。湯宿温泉は上州街道から少し外れた旧・三国街道に面した宿場町であり、旅館も5, 6軒しかなく源泉かけ流しの共同浴場が複数あるばかりの目立たない温泉である。タイトルの『ゲンセンカン』はおそらく「源泉館」を意味するのであろうが、着想の元になった旅館は「大滝屋旅館」である。
そこでつげは強烈な体験をする。泊まった部屋は傾き、襖越しに老婆のお経が聴こえ、宿泊客も老人ばかりで、自分自身が人生の落ちこぼれ、敗残者のように感じ、またそれが自分に似合っているようで切ない気持ちになったのだという。また、この大滝屋の混浴の浴室で作品の浴場でおかみさんを襲うシーンの元になる原体験をする。混浴に入るのをためらい、人のいなくなったのを見計らい一人で入り脱衣をしているときに中年の女が不意に入ってきて手早く衣服を脱ぎ全裸になり、体を二つ折りにし、つげに向かって腰を高く向けた際に偶然、中年女の女性器が丸見えになってしまう。まだ若く独身であったつげは大変なショックを受ける。二人で無言で湯に浸かりながら、体がゾクゾク震えたのだという。「そのときのショックが『ゲンセンカン主人』の入浴シーンを発想させたのでした。」（『夜行』No.12 1983年）とのちに述懐する。

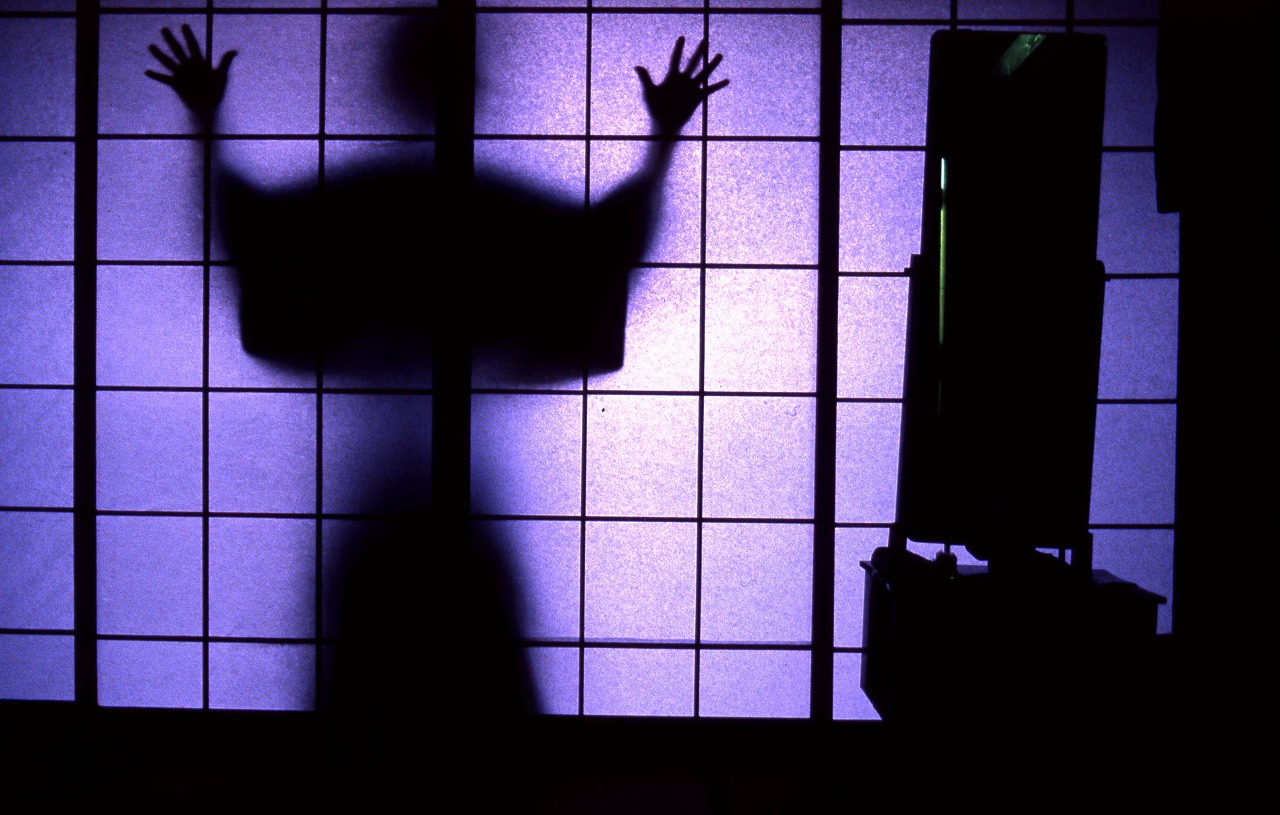
ゲンセンカン主人では、古い湯治宿の持つ特有の雰囲気も相まって、つげ作品の「日本的ほの暗さ」の感性がいかんなく発揮された。

つげはこの旅の時、ひなびた宿場町の風情に孤独の境地を味わい、世捨て人になりたいと強く願ったというが、この時つげが宿泊した旅館も共同浴場もすっかり新装されて、今や往時の面影を求めるのは難しい。ただし石畳の道は今も残っていて、夜更けに人気のない道を靴音を響かせながら歩くと、漫画の世界に迷いこんだような感覚に襲われる。

### 大滝屋旅館
その後大滝屋旅館は新築され、つげが宿泊した頃とは全く異なった鉄筋コンクリートの近代的な温泉旅館に変貌しているため、当時の面影を求めて訪問しても無駄である。しかしながら、現在も湯治場としての機能を残し、比較的低価格で宿泊できるほか、日帰り入浴も可能。NHK『ふだん着の温泉』でも放映された。

## 評価

### 横山博
ユング派の横山博は「『ゲンセンカン主人』と『もっきり屋の少女』-つげ義春の引き裂かれた女性イメージ」と題する論文で『ゲンセンカン主人』を例に挙げ、 つげの赤面恐怖症を統合失調症の前駆症状ないしは近縁領域と捉え、つげが少年期にエリク・H・エリクソンのいう「基本的信頼」の欠如やマイケル・バリントの「基底欠損」にさらされざるを得なかったことでユング的にいう「母親原型」に守られた形での幼児・子供原型を生き切れなかったとみている。これはつげの母が生活に追われ、つげに対し母性を与えるだけの余裕がなく、つげの著作からは兄への愛情は語られるが、母への愛情は語られていないことなどから推測して、満たされなかった母性への強い渇望があり、それが現代人が持つ不安とともに『ねじ式』に描かれることとなったとし、つげは「所定めぬ異邦人（エトランゼ）」なのだという。多くの人が持つ安心感を持つことができる逗留場所である場所や母性がつげには得られなかったことが、彼が近代化に取り残され既視感を伴うような辺鄙な温泉場へ赴くことで地域の共同体からこれまでに渇望しても得られなかった「母なるもの」を体験する。また、『ゲンセンカン主人』のラストシーンの2人のそっくりな男の遭遇は精神病理学的には｢ドッペルゲンガー」に酷似しているという見方を示した。自分自身の分身と出会うとき、周囲は嵐になる。内面の不安、恐怖の外部空間への投影がラストシーンだという。

## 裏の話
『アサヒグラフ』1969年2月14日号のインタビューの中でつげは、作品を描いている際に、常にもう1本別の物語が並行して存在することを打ちあけている。本当はそちらの方が好きなのだが、どうしても作品化できない。覚書には何十本もストーリーを持っているが、大半が消えてしまう。従って、本当は多作家のはずなのだが、と告白。『ゲンセンカン主人』の裏話については、こう語っている。
小さな村がある。今しも村は祭りでにぎわっている。お面をかぶった村男たちが通りを踊り歩いている。それを暗い家の中からじっと眺めている少女がいる。夜が来る。静まり返った村。広場で一人面を付け踊り狂う者がある。あの少女だ。やがて少女は夜の郊外へまっすぐに伸びる道を踊りながら進んでいき、宙に浮きあがると、漆黒の空の中へと消えてゆく。
これを作品化できなかった理由については、「技量のせい、いや漫画ではもう描ききれない何かがあるんです」とだけ語った。つげは、この作品を発表した直後の8月から、長い断筆期間に入る。

## 映画化作品
『網走番外地』などで知られる石井輝男監督により、1993年に『つげ義春ワールド ゲンセンカン主人』のタイトルで映画化される。佐野史郎がつげをモデルにした津部役で主演し、表題作の他『李さん一家』『紅い花』『池袋百点会』など4話からなるオムニバス映画である。『李さん一家』の横山あきお、『池袋百点会』の岡田奈々など、キャストも原作のイメージにピッタリ重なるものだった。つげ義春夫婦が特別出演しているのも話題となった。なお、『ゲンセンカン主人』に登場する幟が立ち並び、ロウソクの燈るほの暗い浴場は、今神温泉をイメージしたものといわれる。
映画のキャッチコピーは、「捨てたはずのわたしが、今夜わたしをたずねてくるのです」であった。
この作品での印象的なシーンのほとんどが、伊豆で撮影されている。
1994年2月25日に東北新社よりVHS版がリリースされた後、2018年6月2日に幻の映画復刻レーベルDIGよりHDニューマスター版が発売された。

### 作品構成
第1話 李さん一家
第2話 紅い花
第3話 ゲンセンカン主人
第4話 池袋百点会

### 詳細
- ビスタサイズ カラー 98分
- 製作 - キノシタ映画
- 配給 - きのした映画
- 制作 - 木下茂三郎
- 企画 - 中沢敏明、東條あきら
- プロデューサー - 吉田浩二
- 脚本・監督 - 石井輝男

### 出演
- 主人公：（津部、ゲンセンカン主人） 佐野史郎
- 編集部員：関谷理香
- 李さん：横山あきお
- 李さんの奥さん：中上ちか
- ゲンセンカンの女将：水木薫
- ゲンセンカンの老女中：大方斐沙子
- 伊守：川崎麻世
- ランボウの福子：岡田奈々
- 営業部長の須山：きたろう
- 北冬書房の男：高野慎三
- つげ義春一家：つげ義春、藤原マキ、つげ正助

### 受賞
- 第15回ヨコハマ映画祭特別大賞 - 石井輝男